# ロバート・M・マクラッケン
ロバート・マクドウェル・マクラッケン（Robert McDowell McCracken、1874年3月15日 - 1934年5月16日）は、アメリカ合衆国の政治家。所属政党は共和党。
第64議会で連邦下院議員（ID-AL）を務めたが、1934年選挙中に交通事故に遭い亡くなった。

## 経歴
1874年3月15日、ロバート・マクドウェル・マクラッケンはインディアナ州ノックス郡ビンセンズで生まれた。
ブラックフットで教員となった後、1897年からアイダホ州ボイシで米国測量局の事務員として働いた。1902年には弁護士資格を取得し、ブラックフットで弁護士事務所を開業した。州議会首席書記官、ビンガム郡検察官、州下院議員(ビンガム郡選出)を務めた後、1907年にはボイシに移った。翌年には州下院議員(エイダ郡選出)も務めている。
1914年選挙で連邦下院議員に共和党から当選したが、1916年選挙では落選し、再選しなかった。第一次世界大戦に従軍し、化学戦部隊大尉として活動した。
1934年5月16日、アイダホ州エメット近郊で選挙運動中に、フリーズアウトヒル付近を自身で運転していたところ、ガードレールを突き破って転落し亡くなった。